# 684 Hildburg
A 684 Hildburg (ideiglenes jelöléssel 1909 HD) a Naprendszer kisbolygóövében található aszteroida. August Kopff fedezte fel 1909. augusztus 8-án.